# Friederike Repohl
Friederike Repohl (* 7. Juli 1994 in Bielefeld als Friederike Abt) ist eine deutsche Fußballtorhüterin.

## Karriere

### Vereine
Abt begann ihre Laufbahn 2000 beim FC Altenhagen und wechselte 2005 zum Herforder SV, bei dem sie bis 2011 im Jugendbereich aktiv war. Bereits zur Saison 2010/2011 rückte sie in den Profikader der Herforderinnen auf und gab am 6. März 2011 (21. Spieltag) bei der 2:4-Niederlage im Auswärtsspiel gegen die SG Essen-Schönebeck ihr Bundesligadebüt. Als Tabellenletzter stieg der Verein nach nur einer Saison aus der Bundesliga ab. In der Zweitligasaison 2011/12 war Abt bis zum Jahreswechsel Stammtorhüterin, ehe sie sich im Januar 2012 einen Kreuzbandriss zuzog und mehr als ein halbes Jahr ausfiel. Zu Beginn der Saison 2012/13 kam die Torhüterin zunächst zu einigen Einsätzen für Herfords zweite Mannschaft in der Westfalenliga, riss sich dann jedoch das Kreuzband erneut und gab erst im März 2014 ihr Comeback. Am 23. April 2015 verkündete Abt, nach 10 Jahren beim Herforder SV Borussia, ihren Wechsel zur TSG 1899 Hoffenheim. In Hoffenheim kam sie in ihren ersten beiden Saisons nur unregelmäßig in der Bundesliga zum Einsatz, war seit der Saison 2017/18 jedoch Stammtorhüterin. Zur Saison 2019/20 wechselte sie zum VfL Wolfsburg. Dort stand sie bei der Champions League Endrunde 2020 in Spanien zwar im Tor, kam aber trotzdem nicht an Katarzyna Kiedrzynek als Nummer zwei vorbei. Im Sommer 2021 wechselt sie zu Bayer 04 Leverkusen.

### Nationalmannschaft
Am 15. April 2009 gab sie ihr Debüt im Nationaltrikot, als sie in Rhede beim 5:0-Sieg der U-15-Nationalmannschaft über die Auswahl der Niederlande das Tor hütete.
Für die U-17-Nationalmannschaft spielte sie erstmals am 6. September 2009 beim 10:0-Sieg über die Auswahl Israels. Sie nahm vom 22. bis 26. Juni 2010 an der Europameisterschaft in Nyon/Schweiz teil und erreichte mit der Mannschaft den 3. Platz; zum Einsatz kam sie allerdings nicht. Sie wurde bei der Weltmeisterschaft 2010 im 2. Gruppenspiel, beim 10:1-Sieg über die Auswahl Südafrikas eingesetzt. 2011 stand sie erneut im Kader für die U-17-Europameisterschaft, wo die Mannschaft wie im Jahr zuvor den dritten Rang belegte. Insgesamt absolvierte Abt sieben Spiele für die U-17-Nationalmannschaft.
Für die U-19-Nationalmannschaft spielte sie erstmals am 11. Mai 2011 beim 5:0-Sieg über die Auswahl Russlands. Im selben Jahr gehörte sie zum deutschen Kader für die U-19-Europameisterschaft in Italien, wo sie am 5. Juni 2011 im dritten Gruppenspiel beim 2:1-Sieg gegen die Auswahl der Niederlande zu einem Einsatz kam und mit der Mannschaft nach einem 8:1-Finalerfolg gegen die Auswahl Norwegens den Europameistertitel errang.
Am 19. Oktober 2020 wurde sie für die verletzte Ann-Katrin Berger für das Freundschaftsspiel der Frauen-Nationalmannschaft gegen England nachnominiert. Das Spiel wurde aber am 25. Oktober vom englischen Verband wegen eines positiven Corona-Tests bei einem Mitglied des Betreuerstabs abgesagt.

## Erfolge
- U-19-Europameisterin 2011
- U-17-Europameisterschaft: 3. Platz 2010 und 2011
- Deutscher Meister 2019/20
- Deutscher Pokalsieger 2020, 2021